# Alberto Ricci

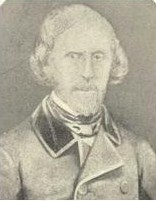
Alberto Ricci

Alberto Ricci, Marchese di Ricci (* 14. Dezember 1808 in Genua; † 22. Februar 1876 in Nizza) war ein Diplomat und Politiker im Königreich Sardinien beziehungsweise nach 1861 Königreich Italien, der unter anderem von 1846 bis 1848 Gesandter in Österreich, zwischen 1848 und seinem Tode 1876 Mitglied des Senats (Senato del Regno) sowie von 1850 bis 1853 Gesandter in Preußen war.

## Leben
Alberto Ricci stammte aus einer adligen Patrizierfamilie aus Genua und war einer von vier Söhnen von Stefano Girolamo Ricci und dessen Ehefrau Maria Causa. Sein ältester Bruder Vincenzo Ricci (1804–1868) war von 1848 bis zu seinem Tode 1868 Mitglied der Abgeordnetenkammer (Camera dei deputati) sowie 1848 Außen- und von 1848 bis 1849 Finanzminister des Königreichs Sardinien. Sein jüngerer Bruder Giuseppe Ricci (1811–1881) war Offizier und zwischen 1849 und 1853 Mitglied der Abgeordnetenkammer des Königreichs Sardinien. Sein jüngster Bruder Giovanni Ricci (1813–1892) war Seeoffizier, von 1860 bis 1873 Mitglied der Abgeordnetenkammer sowie von 1873 bis zu seinem Tode 1892 ebenfalls Senator.
Er selbst trat am 7. April 1832 in den diplomatischen Dienst des damaligen Sekretariats für Auswärtiges (Segreteria degli esteri) und wurde am 31. Januar 1841 Geschäftsträger im Königreich beider Sizilien sowie danach am 1. Mai 1842 zunächst Geschäftsträger sowie im Anschluss zwischen dem 19. Mai 1842 und dem 24. März 1847 außerordentlicher Gesandter und bevollmächtigter Minister im Königreich Belgien. Zugleich war er vom 8. Juni 1844 bis zum 6. Mai 1846 als Gesandter im Königreich der Niederlande akkreditiert. Als Nachfolger von Vittorio Amedeo Balbo Bertone di Sambuy wurde er ferner am 26. Mai 1846 Gesandter in Österreich und verblieb dort bis zum Abbruch der diplomatischen Beziehungen nach Beginn des Ersten Unabhängigkeitskrieges 1848.
Am 3. April 1848 wurde er zum Mitglied des Senats des Königreichs Sardinien ernannt und gehörte nach Ausrufung des Königreichs Italien am 17. März 1861 dem italienischen Senat (Senato del Regno) bis zu seinem Tode am 22. Februar 1876 an. Er wurde am 3. Oktober 1848 Gesandter in Frankreich und verblieb dort bis zum 5. Januar 1849. Zugleich fungierte er zwischen dem 19. Dezember 1848 und dem 6. Juni 1849 abermals als Gesandter im Königreich Belgien. Für seine Verdienste in dieser Zeit wurden ihm am 16. Januar 1849 das Großkreuz des Ordens der Heiligen Mauritius und Lazarus sowie ferner das Großkreuz des belgischen Leopoldsordens verliehen.
Am 5. Februar 1850 wurde Alberto Ricci als Nachfolger von Carlo Rossi als Gesandter des Königreichs Sardinien im Königreich Preußen und verblieb in dieser Funktion bis zum 1. Juni 1853, woraufhin Edoardo de Launay seine Nachfolge antrat. Er war ferner zwischen dem 10. Februar 1850 und 1856 auch Gesandter des Königreichs Sardinien im Königreich Sachsen. Aus seiner Ehe mit Paolina Thaon di Revel ging der Sohn Vincenzo hervor.